# (18142) Adamsidman
Adamsidman (asteroide n.º 18142) es un asteroide del cinturón principal, a 1,8867115 UA. Posee una excentricidad de 0,1536686 y un período orbital de 1 215,75 días (3,33 años).
Adamsidman tiene una velocidad orbital media de 19,94849912 km/s y una inclinación de 3,90959º.
Este asteroide fue descubierto el 31 de julio de 2000 por LINEAR.